# Piotr Dron
Piotr Dmítriyevich Dron –en ruso, Пётр Дмитриевич Дрон– (Leningrado, URSS, 28 de agosto de 1985) es un deportista ruso que compitió en curling.
Ganó una medalla de oro en el Campeonato Mundial de Curling Mixto Doble de 2010. Participó en los Juegos Olímpicos de Sochi 2014, ocupando el séptimo lugar en la prueba masculina.

## Palmarés internacional
| Campeonato Mundial Mixto Doble | Campeonato Mundial Mixto Doble | Campeonato Mundial Mixto Doble | Campeonato Mundial Mixto Doble |
| Año                            | Lugar                          | Medalla                        | Prueba                         |
| ------------------------------ | ------------------------------ | ------------------------------ | ------------------------------ |
| 2010                           | Cheliábinsk (Rusia)            | Medalla de oro                 | Mixto doble                    |